# Marco Marzi
Marco Marzi (* 15. November 1977) ist ein deutscher Basketballfunktionär.

## Leben
Im Mai 2011 wurde Marzi zum Vorsitzenden des Trimmelter SV (dem er 1992 beitrat und in dem er sich anschließend als Basketballspieler, -trainer und -schiedsrichter engagierte) gewählt, zuvor war er bereits zweiter Vorsitzender. Im Juni 2012 übernahm er zusätzlich das Amt des Präsidenten des Basketballverbandes Rheinland-Pfalz (BVRP), nachdem er in den Verbandsausschüssen für Recht und EDV gesessen hatte sowie in den Jahren 2008 bis 2012 als Vizepräsident für den Spielbetrieb verantwortlich gewesen war. Als Schiedsrichter schaffte er den Sprung in den B-Kader des Deutschen Basketball-Bundes, zudem wurde Marzi ab dem Jahr 2000 beim BVRP als Ausbilder für Schiedsrichter tätig. Er war Mitglied im Sportkreisjugendausschuss der Sportjugend Rheinland.
Im Jahr 2016 zog Marzi für die SPD in den Trierer Stadtrat ein, in den er 2019 und 2024 wiedergewählt wurde. Im April 2017 trat er darüber hinaus das Amt des Vorsitzenden des Stadtsportverbandes Trier an. Auf dem Bundestag des Deutschen Basketball-Bundes im Juni 2018 wurde er als Vizepräsident für Sportorganisation und Schiedsrichter in den DBB-Vorstand gewählt. Im Oktober 2019 trat Marzi aus beruflichen Gründen von seinem Amt als DBB-Vizepräsident zurück. 
Ab Anfang 2021 war Marzi wieder kommissarischer Präsident des Basketballverbandes Rheinland-Pfalz (BVRP) und wurde im September 2021 für drei Jahre und 2024 für weitere vier Jahre gewählt.